# Ardeley Brook
Der Ardeley Brook ist ein Wasserlauf in Hertfordshire, England. Er entsteht südöstlich von Cottered und fließt in westlicher Richtung bis zu seiner Mündung in den River Beane.